# Giorgio Pelassa
Giorgio Pelassa, italijanski dirkač, * 1913, Torino, Italija, † 1948, Italija.
Giorgio Pelassa se je rodil leta 1913 v Torinu, kjer je bil znan industrialist in motociklistični dirkač, ki je od sezone 1938 dirkal tudi na dirkah za Velike nagrade, debitiral je na dirki Coppa Principessa di Piemonte, kjer je z dirkalnikom Maserati 6CM osvojil tretje mesto, premagala sta ga le Aldo Marazza in Luigi Villoresi iz tovarniškega moštva Officine Alfieri Maserati. Po treh zaporednih odstopih je na dirki za Veliko nagrado Penya Rhina v sezoni 1946 z dirkalnikom Maserati 4CL osvojil svoj največji uspeh kariere z zmago. Toda kmalu za tem je zbolel za neznano boleznijo, za katero je leta 1948 tudi umrl.